# Aleksandr Riazancew (szachista)
Aleksandr Władimirowicz Riazancew, ros. Александр Владимирович Рязанцев (ur. 12 września 1985) – rosyjski szachista i trener szachowy (FIDE Senior Trainer od 2013), arcymistrz od 2001 roku.

## Kariera szachowa
Znaczące międzynarodowe sukcesy zaczął odnosić w bardzo młodym wieku. Pomiędzy 1995 a 2002 r. wielokrotnie reprezentował swój kraj na mistrzostwach świata i Europy juniorów, zdobywając 4 medale: dwa złote (Cannes 1997, MŚ do 12 lat oraz Mureck 1998, ME do 14 lat), srebrny (Verdun 1995, ME do 10 lat) oraz brązowy (Tallinn 1997, ME do 12 lat). W 2000 r. wystąpił w reprezentacji kraju na rozegranej w Arteku olimpiadzie juniorów do 16 lat, zdobywając wraz z drużyną złoty medal. W 2006 r. zdobył tytuł indywidualnego mistrza Moskwy.
Odniósł szereg sukcesów w turniejach międzynarodowych, m.in.:
- 2000 – dz. I m. w Ałuszcie (wspólnie z Pawłem Eljanowem i Walerianem Gaprindaszwilim),
- 2001 – dz. I m. w Ałuszcie (wspólnie z Tejmurem Radżabowem i Ołeksandrem Gołoszczapowem),
- 2003 – dz. I m. w Woroneżu (wspólnie z Walentinem Arbakowem), dz. II m. w otwartym turnieju w Biel (za Michaiłem Ułybinem, wspólnie z Borysem Awruchem, Mohamadem Al-Modiahkim i Leonidem Kritzem),
- 2004 – dz. I m. w Oberwart (wspólnie z Siemion Dwojrisem i Andriejem Szarijazdanowem),
- 2005 – dz. I m. w Hengelo (wspólnie z Andrejem Żyhałką, Władimirem Biełowem i Davidem Baramidze), dz. II m. w Mińsku (za Aleksiejem Aleksandrowem, wspólnie z Siergiejem Azarowem),
- 2006 – dz. I m. w Salechardzie (wspólnie z Jurijem Jakowiczem, Romanem Owieczkinem i Jakowem Gellerem),
- 2008 – dz. II m. w Moskwie (za Artiomem Timofiejewem, wspólnie z m.in. Zacharem Jefimienko, Baadurem Dżobawą, Siergiejem Wołkowem, Aleksandrem Mojsiejenko i Ernesto Inarkiewem), I m. w Satce,
- 2010 – dz. I m. w Biel (turniej otwarty, wspólnie z m.in. Nadjeżdą Kosincewą i Leonidem Kritzem).

Najwyższy ranking w dotychczasowej karierze (stan na wrzesień 2017) osiągnął 1 lipca 2012 r., z wynikiem 2720 punktów zajmował wówczas 27. miejsce na światowej liście FIDE, jednocześnie zajmując 8. miejsce wśród rosyjskich szachistów.